# Prix Gustav-Stolper
Le prix Gustav-Stolper est un prix décerné par l'Association de politique sociale à des scientifiques éminents qui ont utilisé la recherche économique pour influencer le débat public sur des questions économiques et qui ont largement contribué à la compréhension et à la solution des problèmes économiques actuels. 
Il porte le nom de l'économiste et homme politique autrichien-allemand Gustav Stolper (en).

## Récipiendaires
| Années | Récipiendaires                     | Institution                                         |
| ------ | ---------------------------------- | --------------------------------------------------- |
| 2007   | Bruno Frey (en)                    | Université de Zurich                                |
| 2008   | Hans-Werner Sinn                   | Université Louis-et-Maximilien de Munich            |
| 2009   | Martin Hellwig (en)                | Institut Max-Planck de recherche sur le bien commun |
| 2010   | Ernst Fehr (en)                    | Université de Zurich                                |
| 2011   | Otmar Issing                       | Université Goethe de Francfort                      |
| 2012   | Wolfgang Franz                     | Université de Mannheim                              |
| 2013   | Clemens Fuest                      | Centre for European Economic Research               |
| 2014   | Carl Christian von Weizsäcker (en) | Institut Max-Planck de recherche sur le bien commun |
| 2015   | Justus Haucap (en)                 | Université Heinrich-Heine de Düsseldorf             |
| 2016   | Christoph M. Schmidt (en)          | RWI Essen                                           |
| 2017   | Ludger Wößmann (en)                | Université Louis-et-Maximilien de Munich            |
| 2018   | Isabel Schnabel                    | Bonn Graduate School of Economics                   |
| 2019   | Ulrike Malmendier (en)             | Université de Californie à Berkeley                 |
| 2020   | Markus Brunnermeier                | Université de Princeton                             |
| 2021   | Lars Feld (en)                     | Walter Eucken Institut                              |
| 2022   | Monika Schnitzer (en)              | Université Louis-et-Maximilien de Munich            |
| 2023   | Veronika Grimm (de)                | Université d'Erlangen–Nuremberg                     |
| 2024   | Simon Jäger                        | Massachusetts Institute of Technology               |